# 法國—摩納哥關係
法国-摩纳哥关系是法国和摩纳哥之间的特殊关系。

## 历史
直到1419年，兰伯特·格里马尔迪说服法国国王查理八世同意摩纳哥独立后，摩纳哥才从法国的控制下获得了自己的主权。1512年，国王路易十二承认摩纳哥，并签署了一份文件，宣布摩纳哥与法国国王永久结盟。西班牙的统治结束后的17世纪初，在奥诺雷二世的领导下，摩纳哥再次繁荣起来。奥诺雷二世加强了与法国的关系，在接下来的200年里这种关系得以维系。1861年2月2日的条约中，查理三世亲王放弃了摩纳哥对马丹和罗克布吕讷（现在的罗克布吕讷-卡普马丹）的主权，以换取从法国完全独立。第一次世界大战结束后，1919年7月27日签署的《凡尔赛和约》第436条再次将摩纳哥置于法国的有限保护之下，并确认了这一特殊关系。这种关系一直延续到今天，法国政府负责摩纳哥的防务，而摩纳哥只有一小支警察部队和宫廷警卫。两国之间还建立了相互的法律协议和共同的制度，他们还签署了1945年的《条约》和1963年的《协定》，以促进他们的关系。
2002年，两国对《凡尔赛条约》衍生的法律展开重新签约，该条约规范了摩纳哥和法国之间的关系。协议最终在2005年获得批准，于是有了以下新条款：将法国驻摩纳哥代表从领事馆升级为大使馆、允许其他国家派驻驻摩纳哥大使、并正式承认了1962年宪法中最初设定的摩纳哥亲王的格里马尔迪王朝继承方案，该方案还将亲王的女儿和其他家庭成员纳入了继承资格。

## 经济关系
欧洲对外事务部通过法国与摩纳哥开展了各项倡议，摩纳哥因此被纳入了申根区。欧盟部长理事会授权法国就货币协议与摩纳哥进行谈判，该协议允许摩纳哥使用欧元作为其官方货币，赋予欧元法律地位，并允许其在本国发行有限数量的欧元硬币。它还与摩纳哥签署了一项适用于药品、化妆品和医疗设备的欧洲对外事务部立法的协定，该协定于2004年5月1日颁布。然而，摩纳哥生产的货物不会被欧洲对外事务部原产地的产品同化。两国关于储蓄税的协定于2005年7月1日生效。
摩纳哥已与法国完全整合为一个关税联盟，这也使摩纳哥能够参与欧盟市场体系，而法国可以对摩纳哥征收和退还贸易关税。2002年1月1日，欧元成为官方货币。

## 摩纳哥政治
1962年，摩纳哥拒绝向本国居民和国际企业征税，导致两国关系出现问题。然而，双方达成了一项协议，在摩纳哥居住不到5年的法国公民，以及在该国以外经营超过25%业务的公司，将按法国税率征税。这场危机还导致了摩纳哥新宪法的制定和国民议会的恢复。在新宪法的规定中，摩纳哥亲王要提名一个政府委员会，该委员会包含一名具有法国公民权的摩纳哥国务大臣，剩下的人再从法国政府提交的摩纳哥或法国公民候选人中选择并任命，任期三年。他们是亲王的代表，负责外交关系，指导行政服务、警察机关和政府委员会。他们还选择了三个理事会成员：一个负责经济和财政、一个负责民政事务，还有一个负责社会事务。所有部长都要对摩纳哥亲王负责。
摩纳哥的法律体系也以拿破仑法典为蓝本，这点与法国相似。
摩纳哥还同意根据法国的利益行使其主权权利。

## 文化关系
现在这两个国家的官方语言都是法语，但是摩纳哥历史上的语言是摩纳哥语，它是利古里亚语的一种，属于高卢-意大利语支。法国人和意大利人占摩纳哥人口的一半以上，法国菜在摩纳哥也很流行。
在摩纳哥3万个工作岗位中，大约有三分之二的雇员来自邻近的法国和意大利城镇。

## 常驻外交使团

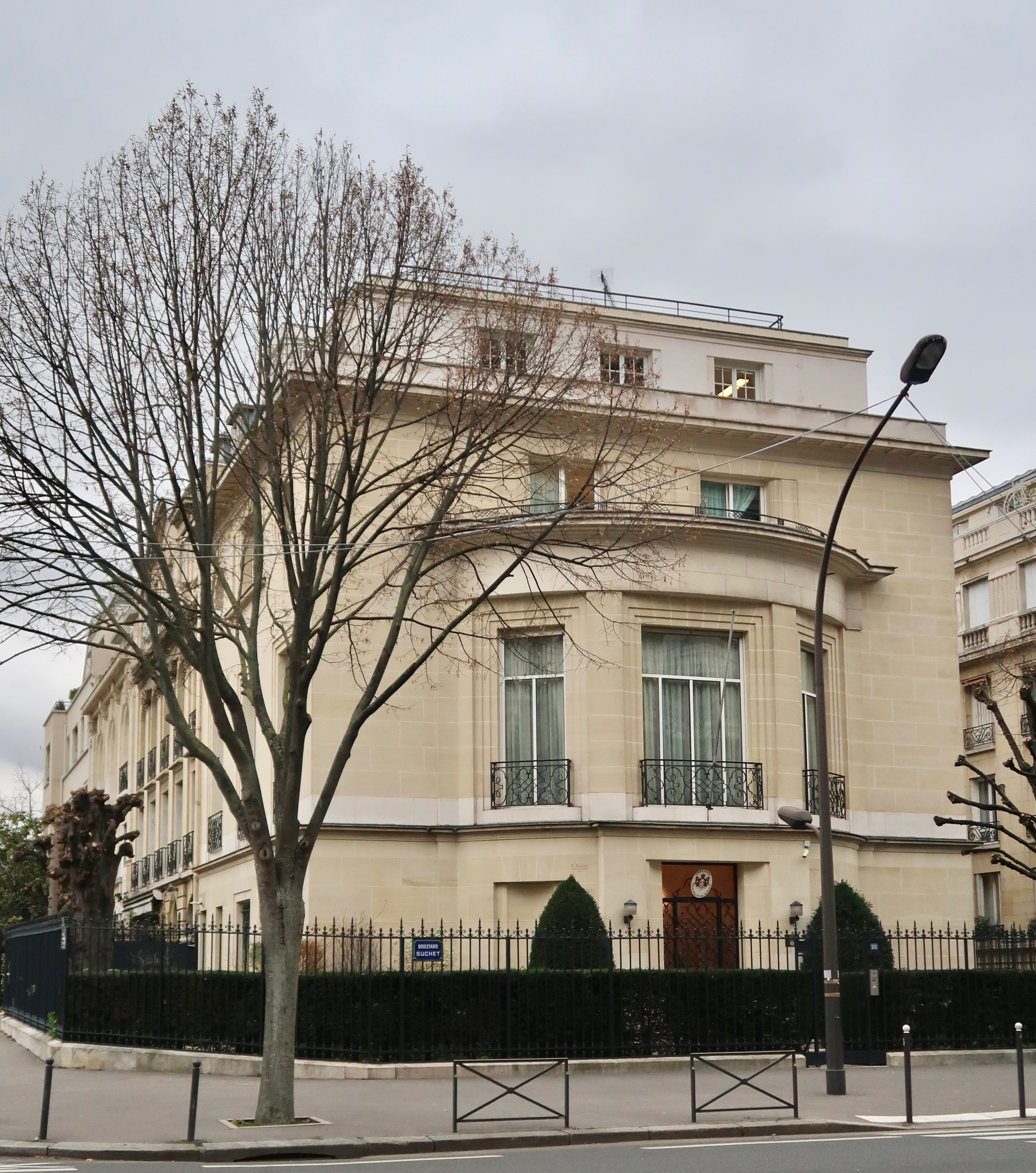
摩纳哥驻巴黎大使馆

- 法国在蒙特卡洛设有大使馆。[9]
- 摩纳哥在巴黎设有大使馆。[10]